# 노아 키렐
노아 키렐(히브리어: נועה קירל, 영어: Noa Kirel, 2001년 4월 10일 ~ )은 이스라엘의 가수, 배우이다. 2023 유로비전 송 콘테스트 이스라엘 대표 참가자이다.

## 음반 목록
- (2018) כפולה